# Sony Tablet
Pour les articles homonymes, voir Sony (homonymie).

Logo de Sony Tablet

Sony Tablet est une famille de produit créés par Sony Corporation.
Ce sont des tablettes de plusieurs formes. Elles sont sorties en France et dans le monde en fin d'année 2011 animées par Android Honeycomb et depuis la fin mai une mise à jour donne accès à Android Ice Cream Sandwich.
Elles sont toutes certifiées PlayStation Suite.

## Sony Tablet S
C'est la tablette monobloc qui possède un centre de gravité décalé afin d'assurer une meilleure prise en main. Globalement, elle a reçu un bon accueil.
Son nom de code était Sony S1.
Site officiel Sony Tablet S

## Sony Tablet P
Celle-ci est en deux écrans tactiles et se refermant en clapet.
Son nom de code était Sony S2.
Site officiel Sony Tablet P

Les produits correspondant
Une représentation de la S
La Sony Tablet P en position fermée
La Sony Tablet P en position ouverte